# 사카린
사카린(영어: saccharin) 또는 감정(甘精)은 톨루엔을 원료로 하여 만든 인공 감미료의 하나이다. 대한민국에서는 나트륨염으로 식품첨가물공전에 있다. 식품첨가물공전에 의하면 사카린나트륨, 용성 사카린으로 불린다. 사카린의 분자식은C7H5O3NS, 분자량 183.18이며 무색에서 백색의 결정 또는 백색의 결정성분말로서 맛은 매우 달아 10,000배의 수용액에서도 단맛이 있다고 한다.

## 식품첨가물공전 사용기준
사카린나트륨은 아래의 식품에 한하여 사용하여야 한다. 사카린나트륨의 사용량은
1. 젓갈류, 절임류, 조림류 : 1.0g/kg 이하
2. 김치류 : 0.2g/kg 이하
3. 음료류(발효음료류, 인삼․홍삼음료, 다류 제외) : 0.2g/kg 이하(다만, 5배이상 희석하여 사용하는 것은 1.0g/kg 이하)
4. 어육가공품류 : 0.1g/kg 이하
5. 시리얼류 : 0.1g/kg 이하
6. 뻥튀기 : 0.5g/kg 이하
7. 특수의료용도등식품 : 0.2g/kg 이하
8. 체중조절용조제식품 : 0.3g/kg 이하
9. 건강기능식품 : 1.2g/kg 이하
10. 추잉껌 : 1.2g/kg 이하
11. 잼류 : 0.2g/kg 이하
12. 장류 : 0.2g/kg 이하
13. 소스 : 0.16g/kg 이하
14. 토마토케첩 : 0.16g/kg 이하
15. 탁주 : 0.08g/kg 이하
16. 소주 : 0.08g/kg 이하
17. 과실주 : 0.08g/kg 이하
18. 기타 코코아가공품, 초콜릿류 : 0.5g/kg 이하
19. 빵류 : 0.17g/kg 이하
20. 과자 : 0.1g/kg 이하
21. 캔디류 : 0.5g/kg 이하
22. 빙과 : 0.1g/kg 이하
23. 아이스크림류 : 0.1g/kg 이하
24. 조미건어포 : 0.1g/kg 이하
25. 떡류 : 0.2g/kg 이하
26. 복합조미식품 : 1.5g/kg 이하
27. 마요네즈 : 0.16g/kg 이하
28. 과·채가공품 : 0.2g/kg 이하
29. 옥수수(삶거나 찐 것에 한함) : 0.2g/kg 이하
30. 당류가공품 : 0.3g/kg 이하
과거 잘못된 발암성 문제(실험동물에서 유방암 또는 방광암 발생 결과)로 여러 국가에서 사용이 금지되다가 오해가 풀리고 현재는 다시 허용되어 점차 합법적으로 사용되고 있다.
2010년 미 환경보호청(EPA)은 미국의 저열량식품 업체 모임인 열량통제협회(CCC, Calorie Control Council)의 청원에 따라, 합성감미료 사카린을 '인간 유해 우려 물질' 리스트에서 삭제한다고 12월 14일 밝혔다.
2015년 3월 23일 플로리다 의대의 로버트 메켄너 교수 연구팀에 따르면 항암 효과가 있어 여러 암의 항암제의 개발의 여지가 있다고 밝혀졌다.

## 같이 보기
- 사카린 밀수 사건